# Brachyhesma
Brachyhesma är ett släkte av bin. Brachyhesma ingår i familjen korttungebin.

## Bildgalleri

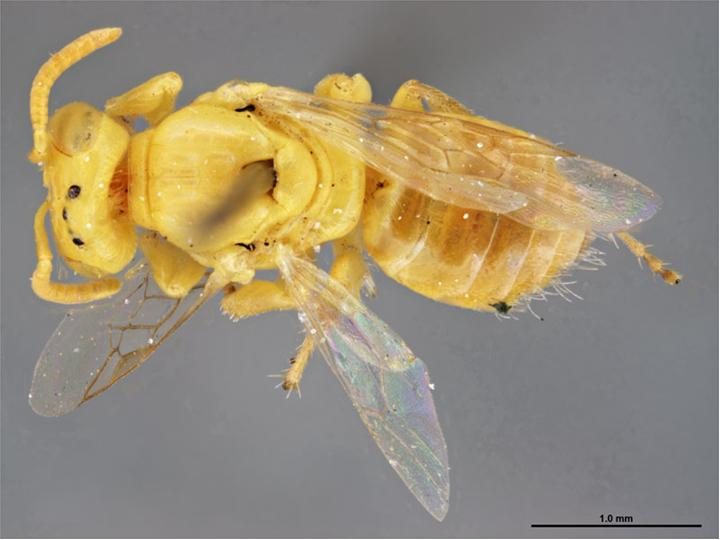
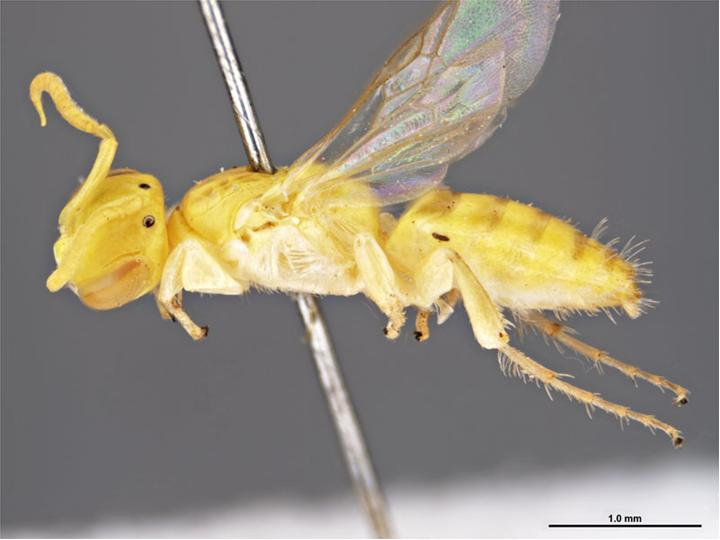
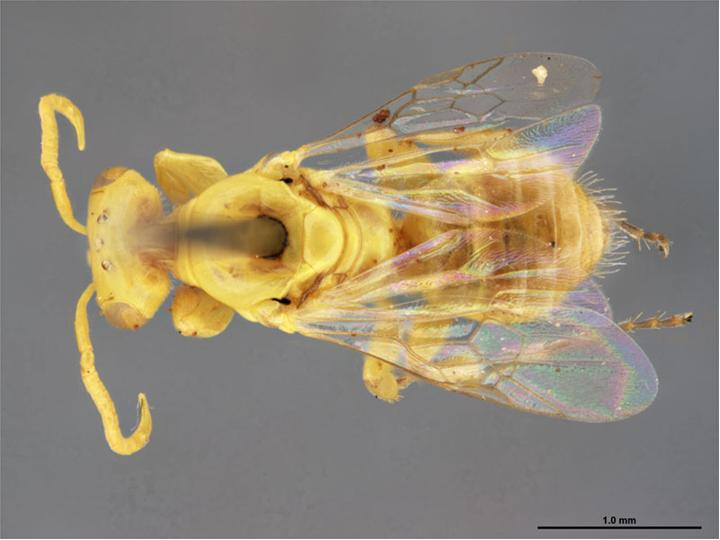
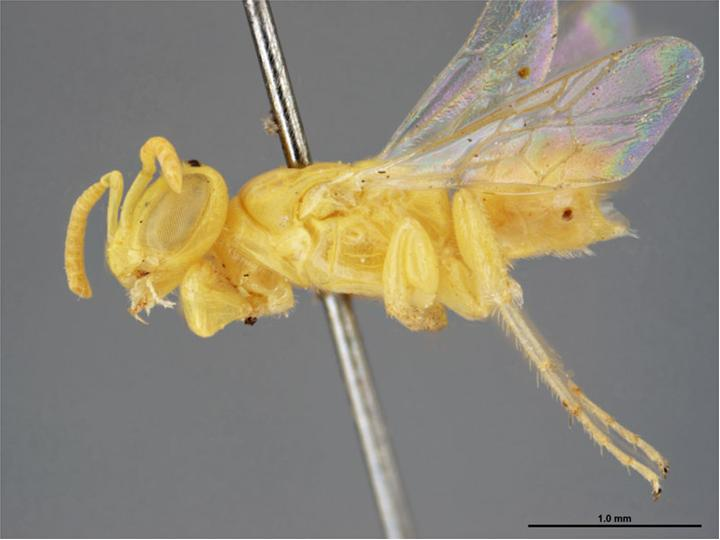
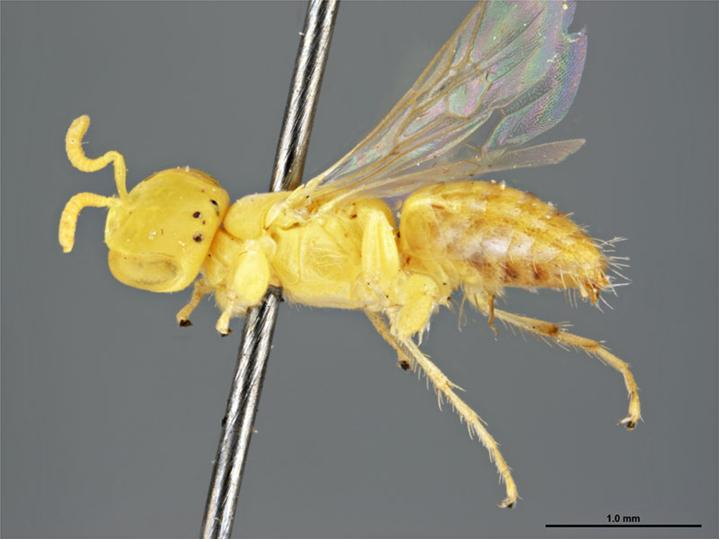
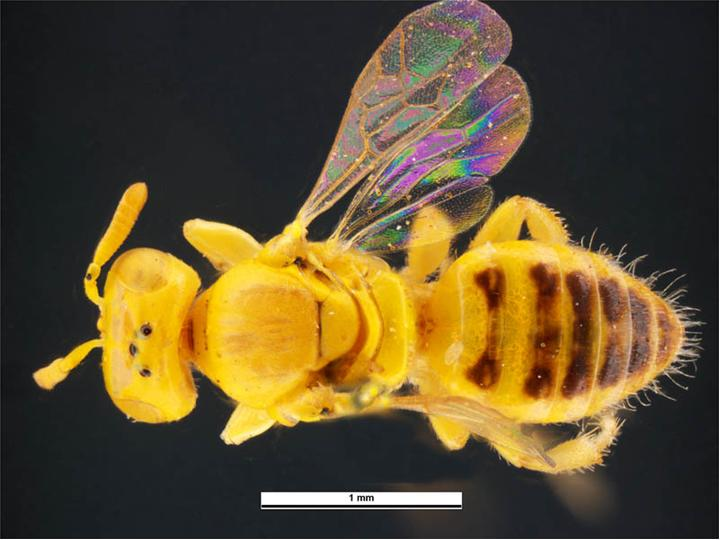

## Dottertaxa tillBrachyhesma, i alfabetisk ordning[1]
- Brachyhesma angularis
- Brachyhesma antennata
- Brachyhesma apicalis
- Brachyhesma aurata
- Brachyhesma barrowensis
- Brachyhesma bitrichopedalis
- Brachyhesma carnarvonensis
- Brachyhesma cavagnari
- Brachyhesma cooki
- Brachyhesma dedari
- Brachyhesma deserticola
- Brachyhesma femoralis
- Brachyhesma grossopedalis
- Brachyhesma healesvillensis
- Brachyhesma houstoni
- Brachyhesma hypoxantha
- Brachyhesma incompleta
- Brachyhesma isae
- Brachyhesma josephinae
- Brachyhesma katherinensis
- Brachyhesma longicornis
- Brachyhesma macdonaldensis
- Brachyhesma matarankae
- Brachyhesma microxantha
- Brachyhesma minya
- Brachyhesma monteithae
- Brachyhesma morvenensis
- Brachyhesma nabarleki
- Brachyhesma newmanensis
- Brachyhesma nigricornis
- Brachyhesma paucivenata
- Brachyhesma perlutea
- Brachyhesma renneri
- Brachyhesma rossi
- Brachyhesma scapata
- Brachyhesma storeyi
- Brachyhesma sulphurella
- Brachyhesma triangularis
- Brachyhesma trichopterota
- Brachyhesma ventralis
- Brachyhesma wyndhami